# Hôpital-Camfrout
Hôpital-Camfrout é uma comuna francesa na região administrativa da Bretanha, no departamento Finisterra. Estende-se por uma área de 13,2 km². Em 2010 a comuna tinha 2 309 habitantes (densidade: 174,9 hab./km²).